# Metamorfosi (Nicandro)
Le Metamorfosi è un poema in esametri di Nicandro di Colofone.
Nell'antichità ebbe fama e diffusione notevoli, entrando nel patrimonio culturale del mondo classico antico, al quale servì come modello o come materiale mitico.
L'opera, che ci è giunta in frammenti poco numerosi, doveva essere composta da novelle metamorfiche, raggruppate in 4 libri a seconda dell'affinità degli argomenti. Non è da escludere che il filo conduttore fosse l'elemento geografico.
La lettura del testo ci presenta un poeta dotato di scarsa penetrazione psicologica, ma stilisticamente accurato, talmente compenetrato nello spirito del tempo, da esserne degno rappresentante.
La tendenza alla malinconia, alle passioni violente e innaturali, all'elemento romanzesco, lo resero caro alla tradizione posteriore, che vide in lui un punto di riferimento.
Da ricordare le novelle di Britomarti, Leucippo, Ifigenia, Ilia, Biblis e Meleagro.